# Истеривач ђавола: Верник
Истеривач ђавола: Верник (енгл. The Exorcist: Believer) амерички је хорор филм из 2023. године у режији Дејвида Гордона Грина, по сценарију који је написао с Питером Сатлером. Представља наставак филма Истеривач ђавола (1973).
Први је од три нова филма Истеривач ђавола, док ће наставак бити приказан 18. априла 2025. године.

## Радња
Од када му је трудна супруга страдала у земљотресу на Хаитију пре 12 година, Виктор Филдинг сам одгаја њихову ћерку Анџелу. Али, Анџела и њена другарица Кетрин, нестају у шуми и враћају се после три дана, без икаквог сећања шта им се догодило. То покреће низ догађаја који ће приморати Виктора да се суочи са основним нивоом зла и да, у свом страху и очају, потражи једину живу особу која је, некада раније, сведочила нечему сличном, Крис Макнил.

## Улоге
| Глумац           | Улога          |
| ---------------- | -------------- |
| Лесли Одом Млађи | Виктор Филдинг |